# Wiktor Mitru
Wiktor Mitru (gr. Βίκτωρ Μήτρου; ur. 24 czerwca 1973 we Wlorze) – grecki sztangista, trzykrotny olimpijczyk.

## Kariera

### Mistrzostwa świata
Srebrny medalista Mistrzostw Świata w Atenach z roku 1999.

### Igrzyska olimpijskie
Uczestnik Letnich Igrzysk Olimpijskich z lat 1996 (w Atlancie, zajął 4. miejsce) i 2004 (Ateny, zajął 4. miejsce). Zdobywca srebrnego medalu w konkurencji podnoszenia ciężarów na Igrzyskach Olimpijskich w Sydney w kategorii do 77 kg w 2000 roku.

## Uźródłowienie
- https://www.olympic.org/viktor-mitrou
- http://www.chidlovski.net/liftup/l_athleteResult.asp?a_id=495
- https://web.archive.org/web/20121104010420/http://www.sports-reference.com/olympics/athletes/mi/viktor-mitrou-1.html
- http://www.iwf.net/results/athletes/?athlete=mitrou-victor-1973-06-24&id=1173
- http://www.iwf.net/results/athletes/?athlete=mitrou-victor-1973-06-24&id=1173
- https://www.iat.uni-leipzig.de/datenbanken/dbgwh/daten.php?spid=A9E2A11799BD457DB6E424E609B7C67D